# Hasselblad
Hasselblad és una casa sueca, amb seu a Göteborg, dedicada a la fabricació de càmeres de format mitjà i d'equipament fotogràfic, adreçat principalment a professionals.
Al gener de l'any 2003, va ser adquirida pel Grup Shriro. Y posteriorment, a l'agost de l'any 2004 Hasselblad, es va fusionar amb el desenvolupador de sensors òptics Imacon, passant a ser Hasselblad Imacon.

## Inicis de la companyia fotogràfica
A l'any 1841 a Göteborg, una ciutat a l'oest de Suècia, la família Hasselblad va establir la seva petita empresa comercial. Inicialment coneguda com a F.W Hasselblad & Co. Göteborg, donada la seva proximitat al continent europeu i a les connexions comercials que Suècia tenia amb països com ara la Gran Bretanya, Països Baixos, Dinamarca o Alemanya, l'empresa no va trigar a convertir-se en una de les cases comercials més grans del país.
Quan Arvid Victor Hasselblad, fill del fundador de l'empresa, va iniciar una divisió fotogràfica al negoci va fer el següent comentari: «No crec que guanyem gaires diners amb això, però almenys podrem fer fotos gratis.» Irònicament, l'any 1908 la família Hasselblad va haver de crear una nova empresa a part per poder atendre a la nova branca del negoci.

## Fabricació de dispositius fotogràfics

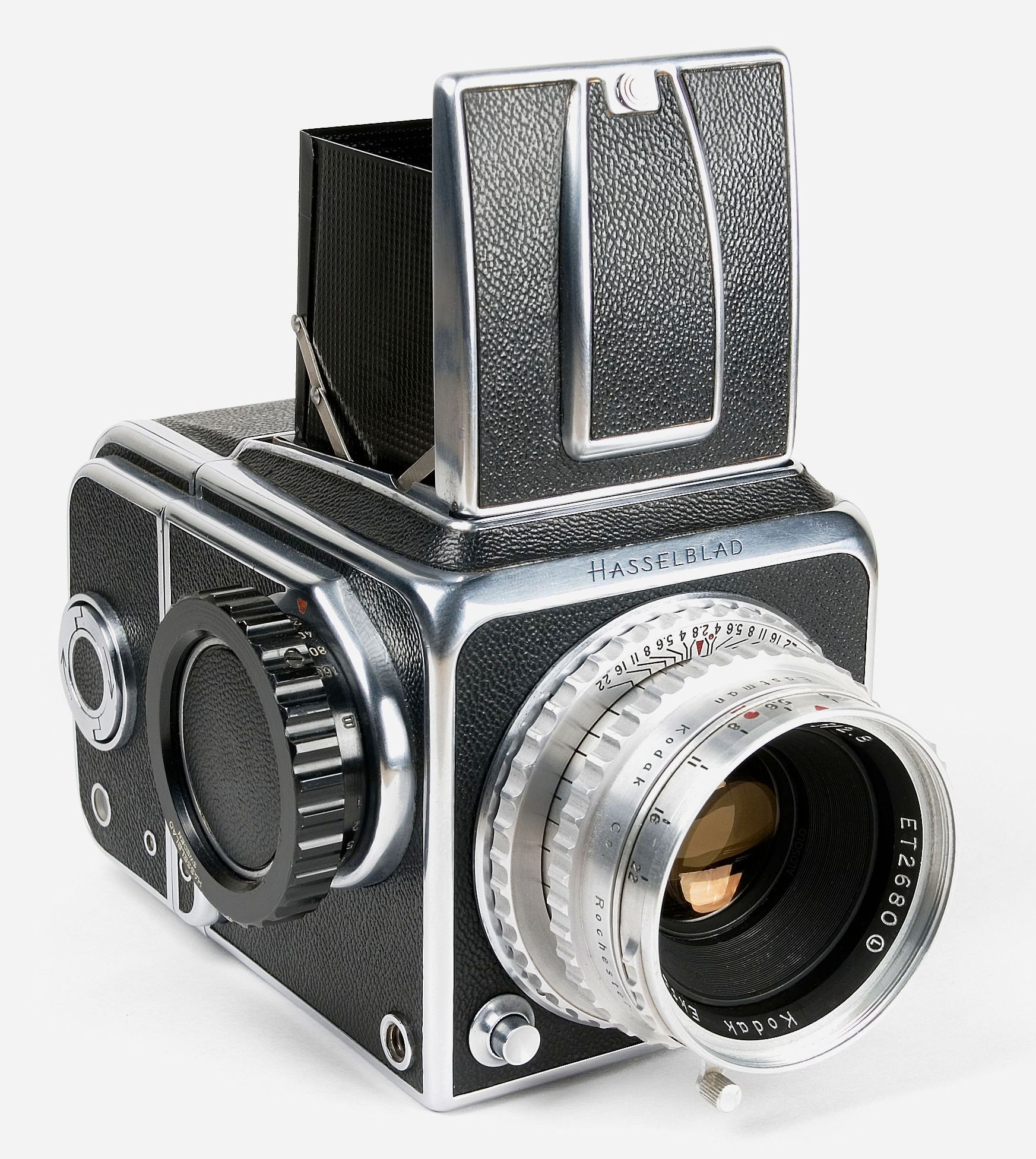
Hasselblad 1600F

Durant la primavera de l'any 1940, el govern de Suècia es va posar en contacte amb Victor Hasselblad y li va demanar si podia fabricar una càmera similar a la que els exercits alemanys utilitzaven per a vigilància aèria. Fins a aquella data, l'empresa només s'havia dedicat a la exportació i la importació de sistemes fotogràfics al continent europeu majoritàriament. Al mes d'abril prop d'un taller mecànic i amb l'ajut d'un enginyer, Hasselblad va dissenyar la primera càmera, la Hasselblad HK 7. Pocs mesos després es va començar la fabricació de les càmeres en sèrie. La HK 7 tenia un format de 7 x 9, utilitzava una pel·lícula de 80 mm i tenia dos objectius.
La producció de càmeres per a l'exèrcit suec va continuar; durant més de quatre anys (entre 1941 i 1945) l'empresa de càmeres fotogràfiques va entregar un total de 342 càmeres. Aquest va ser el punt de partida que va fer que Hasselblad considerés la fabricació de càmeres per a un consumidor civil.
Un cop acabada la guerra, l'empresa va centrar tot el seu treball en el desenvolupament d'una càmera Hasselblad d'ús general. És va presentar la Hasselblad 1600F; aquest model tenia un format de 6 × 6 i comptava amb un mirall i uns objectius Kodak. Aquest dispositiu era molt fràgil i l'empresa la va anar millorant fins que finalment es va presentar la 1000F, una càmera de format mitjà amb noves funcions millorades i perfeccionades.

## Hasselblad i l'Apolo 11

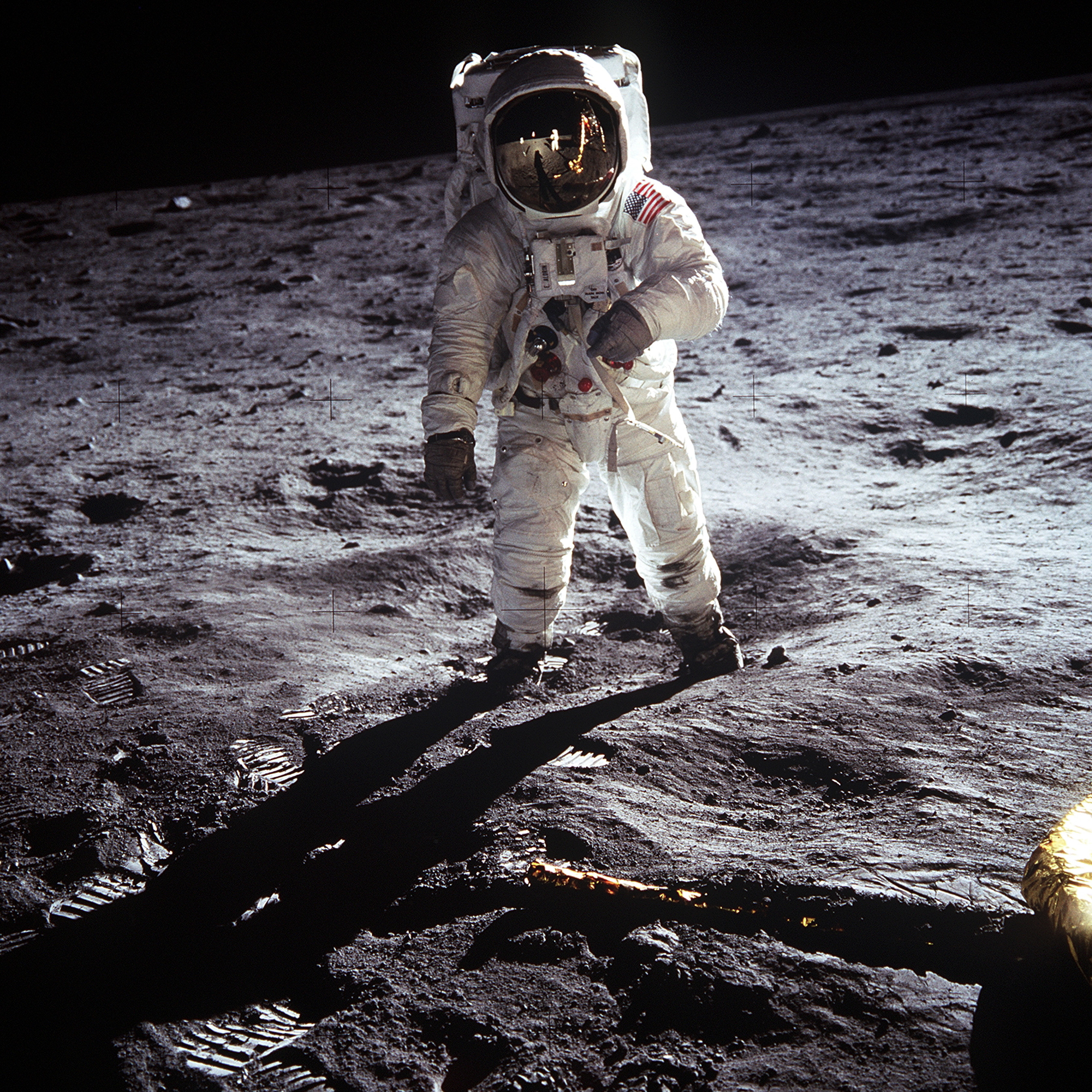
Aldrin fotografiat a la lluna

A l'any 1969, l'empresa fotogràfica va continuar amb el seu èxit quan Neil Armstrong i Edwin Aldrin tripulants de l'Apollo 11 van prendre les primeres imatges de l'home caminant sobre la lluna amb una Hasselblad 500EL/70. Victor Hasselbald i el seu equip van aprofitar els avenços i les noves tecnologies desenvolupades per a la fabricació de les càmeres que havien viatjat a l'espai i les van aplicar als sistemes que es venien en les botigues i que qualsevol consumidor podia adquirir.

## Hasselblad en elseglexxi
Victor Hasselblad va morir l'any 1978, amb setanta-dos anys. Gran part de la seva herència va anar destinada a la seva fundació (actualment encara existent). En el segle xxi l'empresa segueix fabricant dispositius fotogràfics de format mitjà de gran qualitat i majoritàriament adreçats a professionals, i la fundació que homenatja a Victor Hasselblad organitza anualment un concurs fotogràfic, considerat com un dels més prestigiosos del món.